# 亞達伯拉象龜屬
亞達伯拉象龜屬（學名：Aldabrachelys）是龜鱉目陸龜科的一個屬，主要生活在塞舌耳群島和馬達加斯加附近的阿爾達布拉環礁和週邊島嶼，故以環礁名命名。此屬物種因其原始標本實際上屬於黃腿象龜而備受爭， 但是仍然通過請願而保存下來。

## 種
- †Aldabrachelys abrupta （Grandidier，1868）
- 亞達伯拉象龜（Schweigger，1812），[4]

Aldabrachelys gigantia arnoldi （Bour，1982）
†Aldabrachelys gigantia daudinii （Duméril & Bibron，1835）
Aldabrachelys gigantia gigantia（Schweigger，1812）
Aldabrachelys gigantia hololissa（Günther，1877）
- †Aldabrachelys grandidieri （Vaillant，1885）